# Appias panda
Appias panda é uma pequena borboleta da família Pieridae, isto é, as amarelas e brancas, que pode ser encontrada nas Ilhas Nicobar, da Índia.